# Barra de Santa Rosa
Barra de Santa Rosa é um município brasileiro no estado da Paraíba, localizado na Região Geográfica Imediata de Cuité-Nova Floresta. De acordo com o IBGE (Instituto Brasileiro de Geografia e Estatística), no ano de 2014 sua população foi estimada em 14.999 habitantes. Área territorial de 825 km².
Um dos principais pontos de admiração da cidade está na Praça Frei Martinho, em frente a Igreja Matriz de Nossa Senhora da Conceição, onde todas as árvores/arbustos são podadas em várias formas (topiária), incluído vários animais, o nome da praça, e um crucifixo que fica de frente a porta principal da igreja, tudo feito por um dos moradores do município (conhecido na cidade como Seu Biu e o seu filho Evandro).
A cidade de Barra de Santa Rosa é a 3 cidade mais populosa do Curimataú, atrás somente de Cuité e Picuí, e a maior em extensão e tem 26 escolas. Polariza os municípios de Sossego, Damião, Casserengue, Telha dentre outros. O município possui o 4º maior índice de desertificação no Estado da Paraíba e é um polo de assentamentos rurais.

## História
Uma propriedade pertencente a José dos Santos de Oliveira, situada à margem direita do Rio Curimataú, por volta do ano de 1880, deu origem ao atual município de Barra de Santa Rosa, nome que lhe foi atribuído com origem na palavra "barra" que significa o resultado do encontro dos Rios Santa Rosa e Poleiros.
O povoado, propriamente dito, teve início em 1888, num dia de quinta-feira, quando pela primeira vez foi realizada uma feira livre ao pé de uma antiga quixabeira.
O local era ponto de encontro de comerciantes e homens de negócios que tanto vinham do Sertão, como do Brejo e chamando a atenção de muitas regiões.
Logo, muitas famílias foram fixando suas moradias no local.
Sua emancipação política se deu em 8 de maio de 1959.

## Geografia
As altitudes da maior parte do município variam entre 530 e 550 metros, com declividade elevada ao sul e médias e baixas rumo a leste e nordeste. A altitude na cabeceira do Rio Caraibeiras, na Serra do Sabão atinge 650 metros.
Barra de Santa Rosa está inserido nos domínios da bacia hidrográfica do rio Curimataú. Tem como principais tributários são os rios da Caraibeira, Curimataú e Guandu e os riachos do Soares, da Ramada, do Bombocadinho, Fechado, do Guandu, Fundo, da Cruz, das Caraibeiras, Peleiro, da Piaba, das Meninas, do Acauã, Samambaia, Riachão, do Cantinho, Catolé, do Lajedo, da Gangorra, do Espinheiro, do Inácio, da Barriguda, do Catucaí, do Urubu, da Bola, da Cachoeira, da Catingueira, do Sabão, Souto, do Salgado, dos Barreiros, do Padre e Jandaíra, todos de regime intermitente. Conta ainda com os açudes Poleiros (7.933.700 m³) e o Açude Público Curimataú.
O município está incluído na área geográfica de abrangência do semiárido brasileiro, definida pelo Ministério da Integração Nacional em 2005. Esta delimitação tem como critérios o índice pluviométrico, o índice de aridez e o risco de seca.
| Dados climatológicos para Barra de Santa Rosa | Dados climatológicos para Barra de Santa Rosa | Dados climatológicos para Barra de Santa Rosa | Dados climatológicos para Barra de Santa Rosa | Dados climatológicos para Barra de Santa Rosa | Dados climatológicos para Barra de Santa Rosa | Dados climatológicos para Barra de Santa Rosa | Dados climatológicos para Barra de Santa Rosa | Dados climatológicos para Barra de Santa Rosa | Dados climatológicos para Barra de Santa Rosa | Dados climatológicos para Barra de Santa Rosa | Dados climatológicos para Barra de Santa Rosa | Dados climatológicos para Barra de Santa Rosa | Dados climatológicos para Barra de Santa Rosa |
| Mês                                           | Jan                                           | Fev                                           | Mar                                           | Abr                                           | Mai                                           | Jun                                           | Jul                                           | Ago                                           | Set                                           | Out                                           | Nov                                           | Dez                                           | Ano                                           |
| --------------------------------------------- | --------------------------------------------- | --------------------------------------------- | --------------------------------------------- | --------------------------------------------- | --------------------------------------------- | --------------------------------------------- | --------------------------------------------- | --------------------------------------------- | --------------------------------------------- | --------------------------------------------- | --------------------------------------------- | --------------------------------------------- | --------------------------------------------- |
| Chuva (mm)                                    | 28,2                                          | 42,1                                          | 64,5                                          | 71,6                                          | 46,1                                          | 47,7                                          | 36,5                                          | 16,1                                          | 7,2                                           | 3,7                                           | 5,1                                           | 9                                             | 377,7                                         |
| Fonte: Atlas Pluviométrico da Paraíba         |                                               |                                               |                                               |                                               |                                               |                                               |                                               |                                               |                                               |                                               |                                               |                                               |                                               |

### Bairros
- Centro
- Beira Rio
- Tribofe
- São Francisco
- Conjunto Francisco Inácio da Silva
- Tancredo Neves
- Naldo Ribeiro Diniz
- Lico Pascoal
- Planalto
- Conjunto Maria do Carmo
- Campo de Aviação

## Economia
A economia do município está baseada no setor primário, cuja participação é superior à 75,1%. representado pela agricultura e a pecuária. Os principais produtos agrícolas cultivados no município são sisal, algodão, milho, feijão e mandioca. Na pecuária, destaca-se a criação de bovinos, caprinos e ovinos, além da avicultura e a criação de galináceos.
A participação do setor secundário é inferior a 10%. O setor terciário, por sua vez, contribui com 5 a 25%.

## Pontos turísticos

### Praça Frei Martinho
Com a construção da igreja matriz em Barra de Santa Rosa, pelo frade franciscano Frei Martinho, restou um grande espaço na frente da mesma e a comunidade começou a usar nas tardes como local de encontros. As crianças usavam aquele espaço para jogar peladas de futebol. Quando o 3º Batalhão de Engenharia do Exercito chegou na cidade, em 1959, com o objetivo de construir o açude do Curimataú, dois benefícios o exército fez, o primeiro foi a construção de uma quadra de esportes na escola Professor José Coelho. O segundo foi a construção da praça Frei Martinho, num terreno doado pelo Sr. Silvino Casado, pai de Chico de Silvino, um agricultor da região. No governo municipal cuja administração coube ao Sr. José Ribeiro Diniz, que durou de 1963 a 1969, a  praça foi totalmente reconstruída. Houve ainda uma reforma no governo de Sólon Diniz (que durou de 1989 a 1992).

#### Alto do Cruzeiro do Cuiuiú
Cruzeiro localizado no Sítio Cuiuiú, em um monte com capela e local cheio de pedras que podem ser escaladas facilmente.
Serra do Sabão
A Serra do Sabão é considerado o ponto mais alto do município, com aproximadamente 650 metros de altitude. O nome "Serra do Sabão" se dá pelo fato de quando entra em contato com a água da chuva as pedras/rochas ficam escorregadias.  No topo da Serra encontra-se a Capela de São Sebastião e, em seu entorno, vários fragmentos sacros que fazem parte da cultura religiosa daquela comunidade. A vista de lá é espetacular, onde é possível contemplar toda a região. O Rio Curimataú nasce das entranhas desta serra.

### Santuário Santa Rosa de Lima
Sítio em povoado que leva o mesmo nome. Lá encontramos uma igreja secular, uma estátua de Santa Rosa de Lima e um oratório para os devotos acenderem velas, fazerem pedidos e agradecerem graças alcançadas.

## Escola Estadual no município
ECIT José Luiz Neto (Escola Cidadã Integral e Técnica José Luiz Neto)